# المرتفعات الوسطى (فيتنام)

موقع المنطقة في فيتنام

تاي نجوين (Tây Nguyên) تترجم كالمرتفعات الغربية وبعض الاحيان الجبلية الوسطى وهي منطقة من مناطق فيتنام. وتحتوى على أربع محافظات وهي داك لاك وداك نونغ وزا لاي وكون توم ولام دونغ.
هذه المنطقة أحيانا يشار إليها ب كاو نجوين ترينغ بو (الجبال الوسطية Cao nguyên Trung bộ) ويشار إليها كذلك أثناء جمهورية فيتنام ب كاو نجوين ترينغ فون (nguyên Trung phần) أي الجبال الوسطى.

## المحافظات

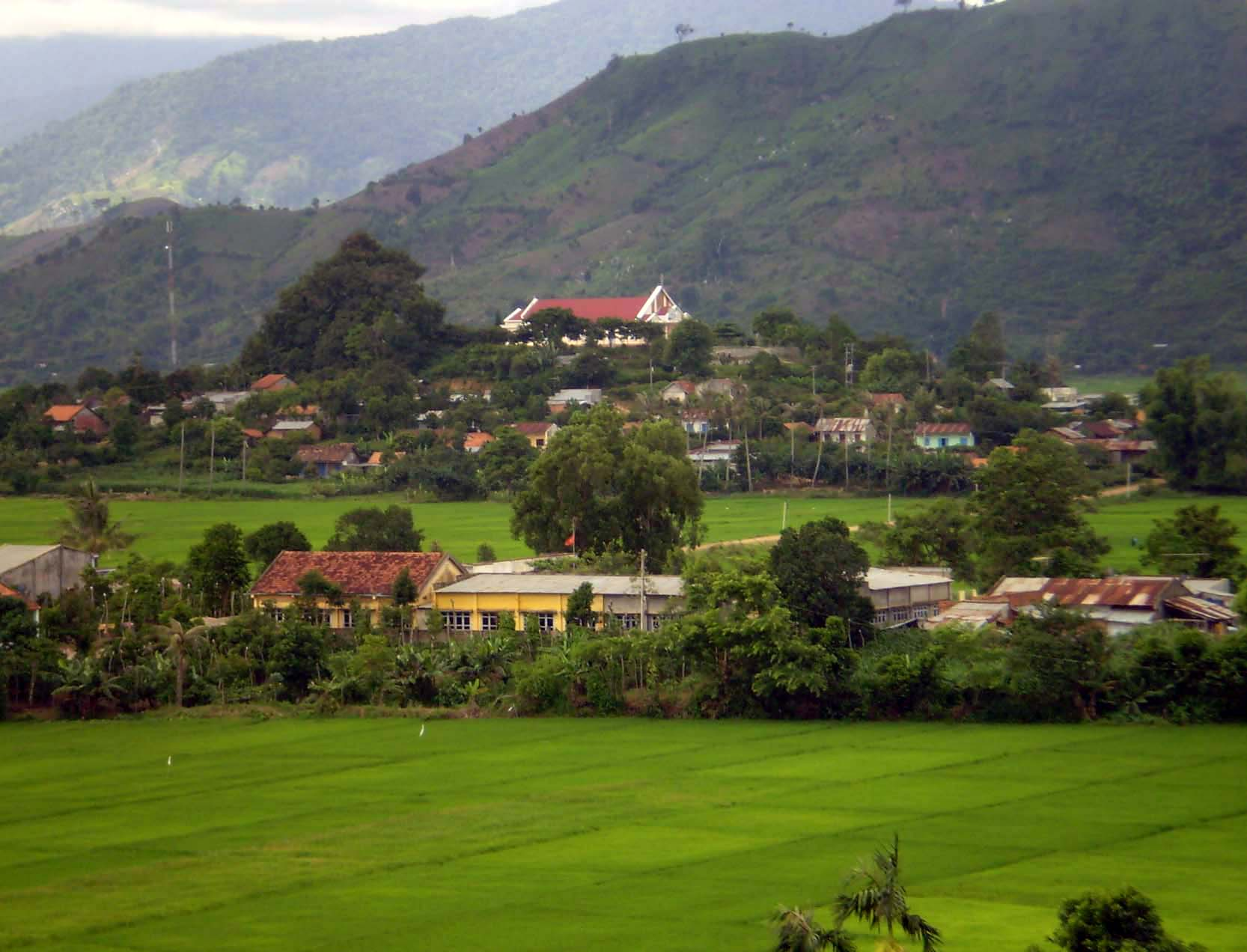
دونغ سون في داك لاك محاطة بالجبال

| م | المحافظة                   | المركز الاداري              | المساحة (كم²) | التعداد   | الكثافة (/كم²) | % النسبة |
| - | -------------------------- | --------------------------- | ------------- | --------- | -------------- | -------- |
| 1 | محافظة داك لاك - Đắk Lắk   | بون ما تهوت - Buôn Ma Thuột | 13,139.2      | 1,733,624 | 131.9          | 24.0     |
| 2 | محافظة داك نونغ - Đắk Nông | زا نياه - Gia Nghĩa         | 6,516.9       | 489,382   | 75.1           | 14.7     |
| 3 | محافظة زا لاي - Gia Lai    | بليكو - Pleiku              | 15,536.9      | 1,274,412 | 82.0           | 28.6     |
| 4 | محافظة كون توم - Kon Tum   | كون توم - Kon Tum           | 9,690.5       | 430,133   | 44.4           | 33.5     |
| 5 | محافظة لام دونغ - Lâm Đồng | دا لات - Đà Lạt             | 9,776.1       | 1,187,574 | 121.5          | 37.8     |